# Pacific Rim Championship 1999
El Pacific Rim Championship de 1999 fue la cuarta edición del torneo de rugby que enfrentó a selecciones nacionales de América, Asia y Oceanía.
En esta edición el ganador fue Japón, quienes consiguieron su primer campeonato.

## Equipos participantes
- Selección de rugby de Canadá
- Selección de rugby de Estados Unidos
- Selección de rugby de Fiyi
- Selección de rugby de Japón
- Selección de rugby de Samoa
- Selección de rugby de Tonga

## Posiciones
| Pos. | Equipo         | Encuentros | Encuentros | Encuentros | Encuentros | Tantos  | Tantos    | Tantos     | Puntos |
| Pos. | Equipo         | jugados    | ganados    | empatados  | perdidos   | a favor | en contra | diferencia | Puntos |
| ---- | -------------- | ---------- | ---------- | ---------- | ---------- | ------- | --------- | ---------- | ------ |
| 1    | Japón          | 5          | 4          | 0          | 1          | 160     | 119       | + 41       | 13     |
| 2    | Samoa          | 5          | 3          | 1          | 1          | 111     | 91        | + 20       | 12     |
| 3    | Estados Unidos | 5          | 3          | 0          | 2          | 124     | 115       | + 9        | 11     |
| 4    | Fiyi           | 5          | 3          | 0          | 2          | 124     | 127       | - 3        | 11     |
| 5    | Tonga          | 5          | 1          | 1          | 3          | 88      | 129       | - 41       | 8      |
| 6    | Canadá         | 5          | 0          | 0          | 5          | 90      | 116       | - 26       | 5      |

## Resultados
| 1 de mayo | Japón | 23 - 21 | Canadá |  |  |

| 8 de mayo | Japón | 44 - 17 | Tonga |  |  |

| 15 de mayo | Canadá | 29 - 40 | Fiyi |  |  |

| 15 de mayo | Estados Unidos | 30 - 10 | Tonga |  |  |

| 22 de mayo | Japón | 37 - 34 | Samoa |  |  |

| 22 de mayo | Estados Unidos | 25 - 14 | Fiyi |  |  |

| 29 de mayo | Canadá | 13 - 17 | Samoa |  |  |

| 5 de junio | Fiyi | 16 - 9 | Japón |  |  |

| 5 de junio | Samoa | 6 - 6 | Tonga |  |  |

| 12 de junio | Estados Unidos | 31 - 47 | Japón |  |  |

| 19 de junio | Canadá | 17 - 18 | Estados Unidos |  |  |

| 26 de junio | Samoa | 27 - 20 | Estados Unidos |  |  |

| 26 de junio | Tonga | 37 - 39 | Fiyi |  |  |

| 3 de julio | Fiyi | 15 - 27 | Samoa |  |  |

| 3 de julio | Tonga | 18 - 10 | Canadá |  |  |

| Bandera de Japón |
| Campeón Japón    |
| Primer título    |